# Пријатељи Ернеста Хемингвеја (филм)
„Пријатељи Ернеста Хемингвеја“ ,  (енгл. Wrestling Ernest Hemingway) је америчка љубавна драма из 1993. у режији Ранде Хејнс, а по сценарију Стива Конрада.

## Улоге
| Глумац        | Улога      |
| ------------- | ---------- |
| Роберт Дувал  | Волтер     |
| Ричард Харис  | Френк      |
| Ширли Маклејн | Хелен Куни |
| Сандра Булок  | Илејн      |
| Пајпер Лори   | Џорџија    |